# Kopalnioki
Kopalnioki – twarde cukierki bez nadzienia, o smaku miętowo-anyżowym, znane od końca XIX wieku, znane w przemysłowej części Górnego Śląska.

## Skład
Cukierki składają się z cukru, olejku anyżowego, wyciągu z dziurawca, melisy i mięty oraz barwnika – węgla spożywczego.

## Nazwa
Nazwę słodyczy można wytłumaczyć tym, że cukierki są czarne i przypominają bryłki węgla. Innym wytłumaczeniem może być fakt, że cukierki rozdawano górnikom po szychcie dla ochrony gardła narażonego na pył węglowy. Górnicy brali po kilka sztuk słodyczy dla swoich dzieci i w taki sposób stały się szeroko znanym przysmakiem rodzinnym.